# 霍爾特巴赫河
51°49′32″N 8°37′2″E / 51.82556°N 8.61722°E

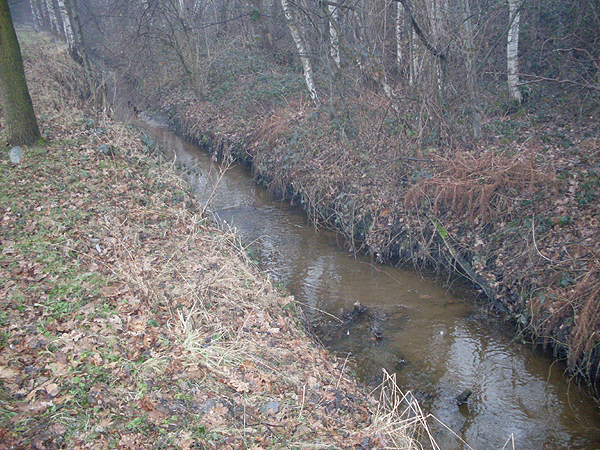

霍爾特巴赫河（德語：Holtebach），是德國的河流，位於該國西部，處於北萊茵-威斯特法倫州，屬於施瓦茨瓦瑟巴赫河的右支流，河道全長6.4公里，流域面積9.4平方公里。